# Istituto tecnico commerciale Antonio Pacinotti
L'Istituto tecnico commerciale Antonio Pacinotti è una scuola di istruzione secondaria superiore di Pisa fondata nel 1912.

## Storia

### Antecedenti
A partire dal 1908 iniziò a farsi strada l'idea della necessità di un Istituto Tecnico a Pisa. In questo periodo Pisa era una città attiva e culturalmente avanzata che sentiva la necessità di una scuola tecnica nel proprio territorio. Le motivazioni furono molte, prima fra tutte la storica rivalità con Livorno. La città di Livorno, infatti, vantava già la presenza di un Istituto Tecnico. Inoltre, la mancanza di un Istituto Tecnico superiore in città contribuiva all'allontanamento dalla scuola di molti giovani, in particolare quelli meno abbienti che non potevano permettersi di pagare un affitto in un'altra città o di sostenere i costi dei mezzi ferroviari. Il 19 ottobre 1908 nacque un comitato allo scopo di costruire un Istituto Tecnico a Pisa. A sostegno del comitato si espressero la Camera di Commercio e il Comune, che si propose di trovare i locali per l'Istituto.
Tra i sostenitori della creazione di un Istituto Tecnico a Pisa ci fu anche Ulisse Dini, allora docente di matematica all'Università di Pisa e senatore del Regno. Egli sosteneva la necessità di un Istituto che offrisse alla città una scuola tecnica di alto livello. Tra i sostenitori figurava inoltre lo stesso Antonio Pacinotti.
Il Comitato sorto nel 1908 perse la sua forza propulsiva e nel 1910 ancora niente di concreto era stato fatto. Fu creato più di un Comitato ma nessuno riuscì a farsi valere, tranne l'ultimo, sorto nel 1912, che riuscì ad ottenere i primi risultati concreti.
Ancor prima della reale istituzione della scuola, venne proposto, il 13 giugno 1911, che la scuola venisse intitolata ad Antonio Pacinotti. Dopo Galileo Galilei, quindi, si propose di intitolare una scuola superiore pisana a un altro concittadino illustre, stavolta ancora in vita. Pacinotti, però, non riuscì ad assistere all'inizio delle lezioni: morì la notte tra il 24 e il 25 marzo 1912.

### Dalla fondazione alla prima guerra mondiale
Il 29 settembre 1912 con il Regio Decreto n.1451 venne istituito a Pisa il Regio Istituto Tecnico intitolato ad Antonio Pacinotti. Il 14 novembre del 1912 l'Istituto venne ufficialmente inaugurato e le lezioni iniziarono il giorno successivo. In quell'anno la scuola contava circa 173 iscritti. Il personale docente, diretto dal preside Bartolomeo Rossi, era di altissima qualità, scelto dallo stesso Ulisse Dini.
L'istituto nacque come una scuola tecnica strutturata in quattro anni alla quale si poteva accedere dopo tre anni di scuole tecniche. Il primo anno era comune e poi si divideva in tre diversi indirizzi: Fisico-Matematico, Ragioneria e Agrimensura.
Al termine degli studi soltanto i diplomati della sezione fisico-matematica potevano accedere a tutte le facoltà universitarie; gli altri, invece, potevano scegliere di esercitare la libera professione o di trovare un impiego. Le uniche facoltà universitarie alle quali avevano accesso erano Economia e Commercio per i ragionieri e Agraria e Veterinaria per i diplomati della sezione di Agrimensura.
La prima sede dell'Istituto fu lo storico Palazzo Lanfranchi-Palme sul Lungarno Galilei, con lavori di adattamento che erano iniziati nel luglio del 1912.  Dal 1912 al 1925 l'Istituto mantenne la stessa ubicazione anche se ci si rese conto da subito della necessità della costruzione di una nuova sede più ampia per le scuole medie superiori di Pisa.
Già nel febbraio del 1912 era infatti stato steso un progetto che prevedeva la collocazione della Scuola Tecnica, insieme al Liceo Classico e ad una Scuola Normale Maschile, in una nuova sede da costruire in un terreno già acquistato dal Comune in Via Giovanni Pisano (in seguito ribattezzata Via Curtatone e Montanara e successivamente Via Benetto Croce). Il progetto dell'edificio non venne neanche iniziato a causa delle difficoltà e del maggior costo delle opere murarie durante lo stato di guerra.
Durante il conflitto morirono ben 17 studenti dell'Istituto, ricordati nella lapide apposta nell'atrio dell'attuale Liceo Classico Galilei.
I lavori di costruzione della nuova sede iniziarono solo nel gennaio del 1919 e a causa dell'aumento dei prezzi del periodo postbellico si limitarono a scavi, fondazioni ed ossatura murarie. Con il trasferimento dell'Istituto vennero creati a partire dal 1932 dei "campicelli sperimentali" dove vennero piantati olivi e gelsi. Nel cortile della scuola sopravvive un esemplare di olivo piantato all'epoca.

### Dal primo dopoguerra alla seconda guerra mondiale
Nel 1923, con la riforma Gentile, si ebbe il distacco della sezione fisico-matematica e la nascita del Liceo Scientifico Ulisse Dini. L'Istituto tecnico diventò ottennale con un corso inferiore quadriennale comune (corrispondente alle attuali scuole medie) e uno superiore, sempre quadriennale, per le sezioni di Ragioneria ed Agrimensura. In seguito alla riforma, il numero di studenti aumentò notevolmente e l'Istituto fu costretto a suddividersi in quattro sedi, utilizzando succursali: due sul Lungarno Galilei e una nel Vicolo da Scorno.
Nel febbraio del 1925 venne istituito fra la Provincia e il Comune di Pisa un Consorzio allo scopo di provvedere alla costruzione e sistemazione dell'edificio che doveva accogliere il Regio Liceo Ginnasio, il Regio Istituto Tecnico e il Regio Liceo Scientifico. Nel 1925 fu quindi finalmente possibile spostare nel nuovo edificio le scuole, che vennero dotate di strutture fino ad allora mancanti come le palestre, la biblioteca e i laboratori scientifici. L'ultimo settore della costruzione, però, non venne terminato a causa della situazione finanziaria del Comune. Anche l'arredamento dei locali delle scuole non venne completato.
Nel 1933/1934 la sezione di Agrimensura fu trasformata nella sezione Geometri.
Nel periodo che precedette la guerra alcune aule della scuola vennero richieste dal Comitato Provinciale di Pisa dell'Opera Nazionale Balilla.
Nel 1941/1942 ci fu un altro cambiamento dell'ordinamento scolastico con la riforma Bottai. La scuola perse il corso inferiore che diventò a tutti gli effetti una scuola media con la nascita della scuola media "Fucini". La scuola superiore, invece, assunse l'attuale ordinamento quinquennale e mantenne per il triennio la divisione tra Commerciale e Geometri.
Nel 1943 anche il complesso scolastico dove era situato l'Istituto Pacinotti venne colpito dalle bombe. A settembre, infatti, a causa dei danni subiti, la scuola dovette spostarsi e svolgere le lezioni per un anno a Casciavola e Navacchio. Nell'anno scolastico 1944/1945 la scuola tornò a Pisa e trovò come sistemazione provvisoria prima i locali della Scuola Magistrale (in seguito Collegio Sant'Anna) e poi del Collegio Santa Caterina. Soltanto nel gennaio 1946 la scuola rientrò definitivamente nell'edificio di via Benedetto Croce, all'epoca ancora chiamata via Curtatone e Montanara. I lavori di ricostruzione dei giardini e delle palestre iniziarono soltanto nel 1952 e vennero terminati nel 1960.

### Dal secondo dopoguerra in poi
Nel secondo dopoguerra ci fu un notevole aumento degli studi ad indirizzo pratico e la scuola fu costretta ad aprire nuove succursali di fortuna: quella di Palazzo Roncioni sul Lungarno Mediceo e quella degli ex uffici della questura in Borgo Largo. Anche nella sede principale vennero concesse più aule all'Istituto.
Nel 1959 nacque la sezione distaccata di Pontedera che diventò autonoma l'anno seguente con il nome "ITC  "E. Fermi". Il numero di iscritti era in continua crescita e questo comportò difficoltà nel reperimento di locali da adibire a succursali della scuola. La succursale di Via Cardinale Maffi diventò presto insufficiente e si rese necessaria l'apertura di altre succursali in Via Carducci e in Via Turati.
Nel decennio 1960/1970 entrò in vigore la riforma dei programmi delle scuole con la possibilità di libero accesso a tutte le facoltà universitarie, indipendentemente dalla scuola superiore di provenienza.
Nel 1976/1977, a causa dell'aumento delle iscrizioni, si rese necessario il distaccamento della sezione Geometri che, però, rimase ancora per un anno nella sede di Via Benedetto Croce. Il distacco effettivo si ebbe nel 1977/1978 con il trasferimento nel Complesso Marchesi. L'Istituto assunse, quindi, la sua denominazione attuale di "Istituto Tecnico Statale Commerciale A. Pacinotti".
Nel 1979/1980 la popolazione studentesca della sezione Commerciale raggiunse un livello tale da rendere necessario lo sdoppiamento dell'Istituto: la nuova sede succursale di Via cardinale Maffi diventò il II Istituto Tecnico Commerciale con il nome di "ITC Einaudi" con, a sua volta, una succursale in Via Garibaldi mentre la sede principale del "Pacinotti" rimase in via Benedetto Croce.
Nel decennio 1980/1990 nacquero le sperimentazioni e nel 1981/1982 venne introdotto l'indirizzo per Ragionieri Periti Commerciali e Programmatori. Si ebbe un progressivo abbandono dell'indirizzo tradizionale preferendo il nuovo indirizzo per programmatori. Nacque poi il progetto assistito Mercurio che andò a sostituire il precedente indirizzo programmatori ampliando la formazione dei ragionieri agli ambiti economico, giuridico, organizzativo, contabile ed informatico. Inoltre vennero ammodernate le attrezzature didattiche e vennero allestiti i laboratori di informatica.
L'aumento degli iscritti subì un'inversione di tendenza nel 1988 quando l'ITC Einaudi venne di nuovo accorpato all'Istituto Pacinotti. Fino al 1999 restarono, però, le sedi succursali di Via Gioberti e di Via Sancasciani in quanto, nel frattempo, erano iniziati i lavori di ristrutturazione della sede principale dell'Istituto in via Benedetto Croce.
Nel 2010 gli Istituti Tecnici vengono divisi in due settori, quelli di tipo economico e quelli di tipo tecnologico. L'Istituto Pacinotti fa parte della categoria degli Istituti Economici e si divide in due indirizzi: Amministrazione, finanza e marketing e Turismo. L'indirizzo Amministrazione, finanza e marketing è la confluenza dell'indirizzo commerciale con la possibilità di scelta al terzo anno di proseguire con lo stesso percorso (il vecchio IGEA) o, invece, scegliere il ramo Sistemi informativi aziendali (il vecchio Mercurio). L'indirizzo Turismo, invece, viene attuato a partire dall'anno scolastico 2011/2012 e, a differenza degli altri due, deve essere scelto a partire dal primo anno e non prevede nessuna scissione al terzo.
A partire dall'anno scolastico 2017/2018 l'Istituto Pacinotti è stato accorpato con il Liceo classico Galileo Galilei, formando così l'"Istituto di Istruzione Superiore Galilei-Pacinotti". L'accorpamento si è reso necessario a causa del calo costante di studenti del liceo classico che è sceso sotto la soglia dei 600 alunni, numero minimo per mantenere una propria amministrazione e quindi una propria dirigenza.

## Strutture scolastiche

### La biblioteca e la videoteca
Inizialmente la scuola non era dotata di una vera e propria biblioteca, ma già nel 1923 fu dotata di una biblioteca circolante degli alunni e degli insegnanti che contava circa 800 volumi. Quando l'Istituto venne spostato nella sede di Via Benedetto Croce anche la biblioteca venne trasferita. Venne collocata al secondo piano della scuola e poi trasferita al piano terra, nell'ala che poi fu ceduta al Liceo Scientifico Dini, in una stanza molto piccola che aveva spazio sufficiente solo per scaffalature e non per tavoli o altro.  Anche la biblioteca subì i danni prodotti dai bombardamenti durante la guerra. Quando il Pacinotti fu nuovamente accorpato con l'Istituto Einaudi, la biblioteca trovò posto nella sua attuale posizione, cioè nell'area dell'ex palestra, una stanza molto grande adibita anche a sala di lettura. Con la riunificazione delle due scuole si raggiunse un numero di testi significativo: a gennaio 2019 si contano 17 220 volumi.
La scuola, oltre alla biblioteca, è dotata anche di una videoteca che conta 1 500 audiovisivi tra DVD, VHS e CD-ROM. L'aula video è un ambiente predisposto per la visione di filmati ed è dotata di una lavagna interattiva multimediale (LIM), di un lettore VHS, di un lettore DVD e di un grande televisore al plasma.

### La biblioteca storica
La dotazione libraria dell'Istituto non è costituita soltanto da volumi moderni ma vanta anche la presenza di volumi molto antichi. Questi erano già presenti nella sede di Palazzo Lanfranchi e sono il frutto di una donazione di privati, i Franco, una ricca famiglia ebraica di origini livornesi che, però, risiedeva a Pisa almeno dal 1783. Le motivazioni della donazione non sono del tutto chiare ma si presuppone che si tratti di una donazione nell'ambito del clima di sostegno dell'epoca nei confronti dell'istruzione tecnica.  Fanno parte di questa donazione pubblicazioni di grande interesse, alcune delle quali risalgono al Cinquecento ed altre al Seicento e Settecento, per un totale di 1800 volumi. Attualmente questi volumi non sono disponibili per la consultazione e si trovano nell'Aula Magna dell'Istituto.
In merito alla biblioteca storica, la scuola è intervenuta al Pisa Book Festival nel 2015.